# Tomáš Kacovský
Tomáš Kacovský (Praga, Checoslovaquia, 29 de agosto de 1969) es un deportista checo que compitió en remo. Ganó tres medallas en el Campeonato Mundial de Remo entre los años 1995 y 1997.

## Palmarés internacional
| Campeonato Mundial | Campeonato Mundial       | Campeonato Mundial | Campeonato Mundial      |
| Año                | Lugar                    | Medalla            | Prueba                  |
| ------------------ | ------------------------ | ------------------ | ----------------------- |
| 1995               | Tampere (Finlandia)      | Medalla de plata   | Scull individual ligero |
| 1996               | Motherwell (Reino Unido) | Medalla de plata   | Scull individual ligero |
| 1997               | Aiguebelette (Francia)   | Medalla de bronce  | Scull individual ligero |